# Elaphognathia forceps
Elaphognathia forceps är en kräftdjursart som först beskrevs av David Malcolm Holdich och Harrison 1980.  Elaphognathia forceps ingår i släktet Elaphognathia och familjen Gnathiidae. Inga underarter finns listade i Catalogue of Life.